# Miloševo Brdo
Miloševo Brdo (szerbül: Милошево Брдо), szerb falu Gradiška községben, Bosznia-Hercegovinában, Bosanska krajina területén, a Szerb Köztársaságban. 

## Fekvése
Bosznia-Hercegovina északi részén, a Potkozarje területén, Banja Lukától légvonalban 38, közúton 58 km-re északra, községközpontjától légvonalban 16, közúton 20 km-re nyugatra, a Prosara-hegység déli lábánál, nem messze a Kozara-hegység keleti lejtőitől, 125-220 méteres magasságban fekszik. Több, kis településből áll. Főbb vizei a Jablanica bal oldali mellékvizei, a Pisarić, Brankovac és Šujica-patakok. A dombok, amelyeken a falu terül el, szelídek, különféle gyümölcsfákkal, korábban többnyire szilvával, ma inkább almával és körtével vannak beültetve. A dombok között Pisarić, Lepenica, Šujica és Brankovac-patakok kanyarognak, amelyek az 1969-es földrengés után többnyire kiszáradtak. A dombok alatt, a falu déli részén kanyarog a völgyben a Jablanica folyó, amely bizonyos értelemben a falu éltető eleme, bár vize hosszan tartó hőségben időnként rövid időre kiszárad. Nyugati oldalon Miloševo Brdo határos Sovjakkal, északon a Prosara-hegység, a keleti oldalon Gašnica és Trebovljani, valamint a déli oldalon Donji Podgradci falvak határolják, melyek szintén a Potkozarje tájegységhez tartoznak. Földrajzilag a falu Gorjani és Donjani részekre oszlik; Gorjani a falu Prosara alatti része, míg Donjani a Jablanica folyó menti része. Gorjani korábban a falu lakottabb része volt, most viszont fordított a helyzet. Gorjaniban az egykori ötven háztartásból mára tíznél kevesebb van. Donjaniban valamivel jobb a helyzet, de még abban a falurészben sincs több 70 háztartásnál, és lakói főleg idősek.

## Népessége
| Nemzetiségi csoport | Népesség 1991 | Népesség 2013 |
| ------------------- | ------------- | ------------- |
| Szerb               | 429           | 241           |
| Bosnyák             | 0             | 1             |
| Horvát              | 3             | 2             |
| Jugoszláv           | 4             | 0             |
| Egyéb               | 3             | 2             |
| Összesen            | 439           | 246           |

## Története
Egy máig élõ történet szerint a falut a többségben hercegovinai lakosság betelepítése hozta létre a 18. század második felében és a 19. század elején. A régebbi falusiak hagyománya szerint Miloševo Brdo volt az első falu a környéken, amelynek temploma volt, amelyet emlékeik szerint Popović pap egy kolostor alapjaira épített. A templomot 1825 körül építették fel, amikor a Dabrói Egyházmegye sematizmusa szerint a törökök engedélyt adtak a templom építésére. 1878-ig tartozott az Oszmán Birodalomhoz, ekkor a berlini kongresszus határozata alapján az Osztrák-Magyar Monarchia része lett. 1910-ben a Bosanska Gradiškai járáshoz tartozó településen 101 háztartást és 689 ortodox szerb lakost találtak. A monarchia szétesésével 1918-ban előbb a Szerb-Horvát-Szlovén Királyság, majd 1929-től a Jugoszláv Királyság része. 1921-ben 121 háztartása és 758 lakosa volt. A falunak a második világháború kezdete előtt volt a legtöbb háza és a legnagyobb számú lakossága. 
Jugoszlávia megszállása után a település a Független Horvát Állam (NDH) része lett. Lakói közül sokan csatlakoztak a Kozara-hegységben meghúzódó partizánokhoz. 1941 novemberének végén az usztasák egy este körülbelül 150 falusi lakost gyűjtöttek össze és öltek meg a Gradiška melletti Jablanicán. A többieket fogolytáborokba hajtották. Az 5. kozarai dandár megalakulásával, 1942 kora őszén kezdett visszatérni az élet, amikor horvát partizánok Szlavóniából sok helybelit visszahoztak. 1944 januárjában ismét erős ellenséges erők támadták meg a Kozara vidékét. Az újabb offenzíva a sorban borította sötétségbe a környék falvait. 1945-től a település a szocialista Jugoszlávia része lett. A múlt század hetvenes éveinek elején szinte minden házból legalább egy férfi elment úgynevezett ideiglenes külföldi munkavégzésre. A falu azóta sem heverte ki a népességcsökkenést. A boszniai háború idején a település a Boszniai Szerb Köztársaság része volt. 

## Oktatás
- „Mladen Stojanović” Általános Iskola. Az iskolaépület 1914-ben épült, 1927-ben újjáépítették, 1942-ben leégett, de 1959-ben ismét újjáépítették. 1969-ben a földrengésben romos lett, majd 1971-ben a  belgrádi „Večernji novosti” újság ajándékából panelelemekkel építették. Az újjáépített iskolát Branko Ćopić író nyitotta meg. Ez a meglehetősen romos épület ma is megvan, de évek óta tanulók nélkül áll, mert a faluban már nincs annyi gyerek, hogy iskola működjön.

## Nevezetességei
A tágabb környéken a falu arról volt ismert, hogy itt volt a környéken az első gerendatemplom, amely egészen 1941-ig létezett, amikor az usztasák felgyújtották. A templom Kevići falucskában, a Prosara-hegység alatt állt. A templom 1825-ben épült. Alapjait már régen feltárták, és a dombot, amelyen a templom állt Crkvištének hívják. Egyes vélemények szerint a templom alapjai régebbiek, két rétegből álló alapokon helyezkednek el, ami arra utal, hogy korábban ugyanott volt már egyházi épület, és legalább két alkalommal felújították vagy újból felépítették. A hagyomány szerint messzebbről is ide jártak, mivel a környező falvaknak, Sovjaknak, Jablanicának, Trebovljaninak, Podgradcinak és a távolabbi falvaknak sem volt temploma. Ma az egyetlen jele annak, hogy templomról van szó, a fűvel és aljnövényzettel benőtt alapok, valamint a parasztok által elhelyezett kereszt volt, amely azonban maga is pusztulóban van. Tervben van az újjáépítése. A templom alatt ma is található a gyógyhatásairól ismert Svetinje forrása, mely még a szomszédos Horvátországban is ismert. Azt mondják, hogy a szerb felkelők a forrásból származó vizet használták a törökökkel vívott összecsapások során szerzett sebek kezelésére.

## Híres emberek
Ebben a faluban született a híres publicista és író, Dragoje Lukić, aki a gyermekként több fogolytábort élt túl az NDH idején.

## Fordítás
- Ez a szócikk részben vagy egészben  a   Miloševo Brdo című szerbhorvát Wikipédia-szócikk ezen változatának fordításán alapul.  Az eredeti cikk szerkesztőit annak laptörténete sorolja fel. Ez a jelzés csupán a megfogalmazás eredetét és a szerzői jogokat jelzi, nem szolgál a cikkben szereplő információk forrásmegjelöléseként.